# Ferdinand Domela Nieuwenhuis
Ferdinand Domela Nieuwenhuis (Amsterdam, 31 december 1846 – Hilversum, 18 november 1919) was een Nederlands socialistische politicus en later een sociaal-anarchist en antimilitarist. Domela Nieuwenhuis geldt als een van de oprichters van de socialistische beweging in Nederland. Hij was in 1879 oprichter van het tijdschrift Recht voor Allen. Later, in 1898, was hij oprichter van het blad De Vrije Socialist.
Oorspronkelijk heette hij Nieuwenhuis, maar in 1859 ontving zijn familie bij Koninklijk Besluit toestemming de achternaam 'Domela' toe te voegen, zodat de familienaam voortaan Domela Nieuwenhuis werd.

## Levensloop
Ferdinand Domela Nieuwenhuis was de zoon van Ferdinand Jacob Domela Nieuwenhuis (1808-1869), luthers predikant en hoogleraar theologie, en Henriette Frances Berry. Toen Ferdinand Domela Nieuwenhuis tien jaar was, stierf zijn moeder. Zijn vader hertrouwde met Mariane Antoinette Meijer, die de schilderkunst beoefende en hem verder opvoedde. Zijn broer was kunstverzamelaar A.J. Domela Nieuwenhuis. Ferdinand huwde viermaal; elke keer met een vrouw die Johanna heette. Drie van de echtgenotes stierven in het kraambed.
- In 1870 huwde hij Johanna Lulofs (1847-1872) met wie hij twee zoons kreeg.
- Hij hertrouwde in 1874 met Johanna Adriana Verhagen (1842-1877) met wie hij twee dochters kreeg en een zoontje dat heel jong overleed.
- Hij hertrouwde in 1880 met Johanna Frederika Schingen Hagen (1843-1884) met wie hij een zoon kreeg.
- Hij hertrouwde in 1891 met Johanna Egberta Godthelp (1863-1933) met wie hij een dochter en twee zoons kreeg, onder wie de latere kunstschilder César Domela Nieuwenhuis.

### Predikant
In 1870 werd Domela Nieuwenhuis benoemd tot predikant in de Lutherse kerk in Harlingen. Daar richtte hij wegens de Frans-Duitse Oorlog een afdeling van de Vredesbond op. In 1872 schreef hij twee artikelen in De Gids over de vredesbeweging. Hij steunde de arbeiders die om loonsverhoging vroegen. Vervolgens werkte hij nog als predikant in Beverwijk en Den Haag, maar met steeds meer tegenzin. Zijn eerste en zijn tweede vrouw stierven in die tijd, waardoor hij steeds vaker ging twijfelen aan het bestaan van een almachtige God. Het werk van vrijzinnige theologen, zoals Ernest Renan en David Friedrich Strauss sterkte hem in die twijfel. Hij ging in 1875 naar Duitsland om daar het sociale probleem te bestuderen en hij had interesse voor sociaal werk. Tijdens zijn functie als predikant was hij in contact gekomen met sociale problemen door de gesprekken die hij voerde met de leden van zijn gemeente. In deze periode verloor Ferdinand Domela Nieuwenhuis zijn geloof in een persoonlijke God en werd hij een pantheïst. Daarna werd hij atheïst. Op 1 september 1879 legde hij zijn ambt neer als predikant in Den Haag.

### Spreker en socialist
Dankzij een erfenis in 1879 kreeg hij financiële onafhankelijkheid. Sommige tegenstanders zouden dit enkele jaren later tegen hem gebruiken door hem tot de kapitalisten te rekenen. Veel theoretische kennis verwierf hij door de denkbeelden van Proudhon, Marx en Engels. Hij bekeerde zich tot het socialisme. Hij trok het land in voor lezingen over het sociale vraagstuk en een van zijn eerste toespraken hield hij bij het Algemeen Nederlandsch Werklieden Verbond. Na de lezing kwam hij in gesprek met de voorzitter, Willem Ansing, en die wist hem te overtuigen lid te worden. In zijn lezingen 'preekte' hij tegen de vijf K's: Kerk, Koning, Kapitaal, Kazerne en Kroeg. Ook werkte hij als redacteur bij het socialistische blad Recht voor Allen, een blad dat hij mede had opgericht. Hij werd lid van de Vrijdenkersvereeniging De Dageraad. In 1879 gaf hij een lezing voor de Sociaal Democratische Vereniging. Nadat de Sociaal Democratische Verenigingen zich samensmolten tot de Sociaal Democratische Partij, meestal als Sociaal-Democratische Bond (SDB) aangeduid, kozen zij Domela Nieuwenhuis tot secretaris. Hij pleitte voor gelijkberechtiging van mannen en vrouwen, geheelonthouding en invoering van het algemeen kiesrecht.
Hoewel hij middelmatig was als schrijver, moet Domela Nieuwenhuis een fascinerend en boeiend spreker zijn geweest. Op de landarbeiders en boeren in Friesland en Groningen maakte hij grote indruk. Hij werd veelvuldig vergeleken met Jezus: "ús (onze) ferlosser", noemden de Friese landarbeiders hem. Domela zelf stimuleerde dat imago. Door haar- en baardgroei maakte hij een profetische indruk, en hij doorspekte zijn toespraken met bijbelse beelden, die zijn publiek zeer moeten hebben aangesproken.

### Kiesbond
Domela Nieuwenhuis was in 1882 medeoprichter van de Bond voor het Algemeen Kies- en Stemrecht, die gemakshalve vaak de Kiesbond werd genoemd. De Kiesbond was een samenwerkingsverband van socialistische en sociaal-liberale voorstanders van het algemeen kiesrecht. In die tijd mocht slechts 1/8ste van de volwassen mannen stemmen. In 1883 werd op Prinsjesdag een grote demonstratie voor het algemeen kiesrecht door de Kiesbond gehouden. De demonstranten stonden langs de route van de Koninklijke stoet en lieten op een plek een groot aantal linten met protestleuzen op de koets neerdalen.
Op 15 september 1884 bood Domela Nieuwenhuis samen met andere vertegenwoordigers van de Kiesbond een petitie aan premier Jan Heemskerk. De premier wees de eis voor het algemeen kiesrecht van de petitie af. Onder druk van de kiesrechtenbeweging werd in 1887 het kiesrecht uitgebreid, waardoor ongeveer 1/7de van de volwassen mannen mocht stemmen. Op Prinsjesdag van 1885 werd de grootste demonstratie uit de geschiedenis van de Kiesbond georganiseerd. Weer werd een petitie opgesteld en aan de regering overhandigd.

### Veroordeeld
Op 24 april 1886 werd in Recht voor Allen het kritische artikel De koning komt gepubliceerd. In dit artikel werd koning Willem III getypeerd als “iemand die zo weinig van zijn baantje maakt.” Hoewel hij niet de auteur van het artikel was, nam Domela Nieuwenhuis als hoofdredacteur wel de eindverantwoordelijkheid voor het artikel. Ook het opnemen van een tiental blanco bladzijden voorstellende de activiteiten des Konings viel totaal verkeerd. Hij kreeg veel steunbetuigingen; de liberaal Sam van Houten trad op als zijn advocaat (en procedeerde zonder succes tot aan de Hoge Raad). Domela moest in 1887 voor een jaar de Utrechtse gevangenis in wegens majesteitsschennis. In die tijd zorgde men ervoor dat politieke gevangenen anders behandeld werden dan niet-politieke gevangenen. Sprak men over verplichte gevangenisarbeid als zakjes plakken, Domela Nieuwenhuis deed het iets betere dozen vouwen. Bij zijn vervroegd ontslag, toen hem na zeven maanden gratie werd verleend, ontving hij een gedragen pak van de directeur als geschenk. Hij nam vervolgens zijn intrek in het Malakkahofje in Den Haag.

### Politieke carrière

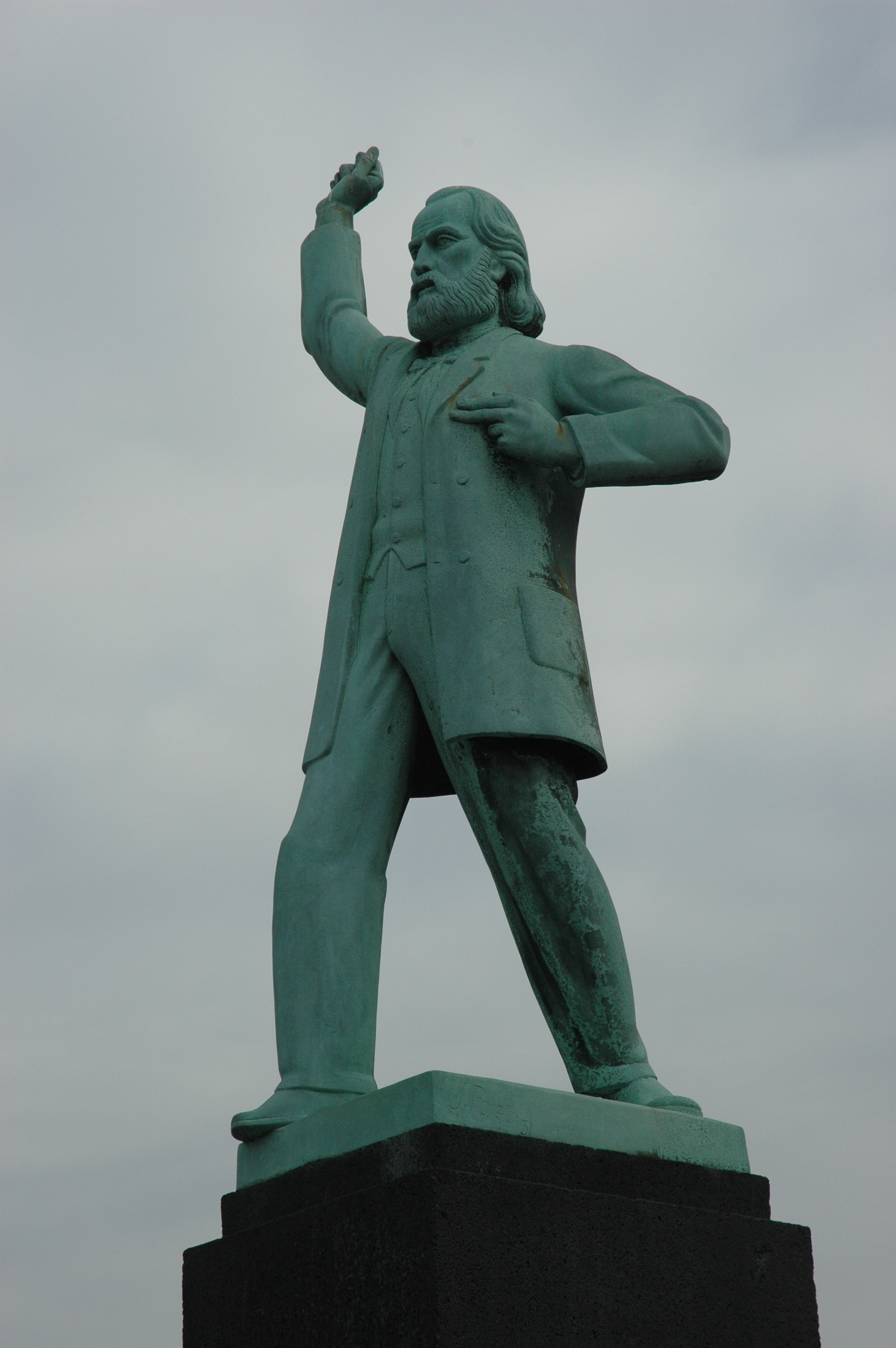
Standbeeld Ferdinand Domela Nieuwenhuis, Nassauplein, Amsterdam

De Friese Volkspartij (FVP) stelde Nieuwenhuis in 1888 kandidaat voor de Tweede Kamerverkiezingen in het Friese kiesdistrict Schoterland. De FVP was een samenwerkingsverband van de Friese afdelingen van de Kiesbond en de SDB. De FVP had ongeveer 5000 leden. Domela Nieuwenhuis behaalde 31,6 % van de stemmen, dit was meer dan de Anti-Revolutionaire kandidaat, en zo drong hij door tot de tweede ronde. Zijn tegenstander was Bernardus Hermanus Heldt, voorzitter van het Algemeen Nederlandsch Werklieden Verbond en kandidaat namens de liberale kiesvereniging. De verkiezingen van dat jaar werden beheerst door de tegenstelling van liberalen en (voor het eerst) samenwerkende confessionelen. In het vuur van de strijd ontried het gereformeerde dagblad De Standaard, bij monde van hun voorman Abraham Kuyper, de kiezers in Schoterland om op de liberaal te stemmen en aldus kwam Domela Nieuwenhuis volkomen onverwacht in het parlement.
Op 14 mei 1888 hield Domela Nieuwenhuis zijn eerste parlementaire toespraak, waarin hij pleitte voor een verbod op gedwongen winkelnering. Gedwongen winkelnering betekent dat werknemers gedwongen worden door hun werkgever om slechts in een specifieke winkel hun benodigde spullen te kopen. De werknemers zouden ontslagen worden als zij weigerden om alleen bij de winkel van hun baas te kopen. De prijzen in deze winkels waren erg hoog. De regering weigerde om iets tegen gedwongen winkelnering te doen.
Doordat hij allerlei zaken goed wist te formuleren en op te schrijven in Recht voor Allen won het socialisme in het land aan populariteit. Hij bezocht de congressen van de Tweede Internationale, waar hij onder andere pleitte voor een algemene staking bij het uitbreken van oorlog.
In 1891 stelde hij zich met tegenzin herkiesbaar. Vlak voor de verkiezingen van 1891 schreef Domela Nieuwenhuis de brochure Vier jaren klasse-regering of wat men met algemeen kiesrecht had kunnen gedaan krijgen dat in honderdduizenden exemplaren werd verspreid. In deze brochure gaf hij een lijst van voorstellen die hij had gedaan en die waren afgewezen. Volgens Domela Nieuwenhuis zouden in het geval van algemeen kiesrecht deze voorstellen wel zijn aangenomen. Een paar voorbeelden zijn: verbod op gedwongen winkelnering; invoering van de achturige werkdag; invoering van het minimumloon; arbeidsverbod voor kinderen onder de vijftien jaar; kosteloos onderwijs; oprichting van ziektefondsen en pensioenfondsen; uitkering bij bedrijfsongevallen; verlaging van indirecte belastingen; beëindiging van de Atjeh-oorlog; onafhankelijkheid voor de kolonies; nationalisering van de spoorwegen en de afschaffing van tol op rijkswegen. Ferdinand Domela Nieuwenhuis verloor de verkiezingen van 1891. De liberale jurist Treub was bereid zijn zetel aan hem af te staan, maar Domela Nieuwenhuis wilde zijn plaats niet te danken hebben aan een liberaal en weigerde.
De historicus Jan Willem Stutje stelt dat Domela Nieuwenhuis in zijn polemieken ook anti-Joodse typeringen hanteerde, vooral in zijn conflict met Pieter Jelles Troelstra, die in tegenstelling tot Domela parlementair gericht was. Troelstra had een zekere aanhang onder de Joodse diamantbewerkers, volgens Stutje gaf dit Domela aanleiding tot anti-Joodse uitingen. Nadat Troelstra zich in 1894 van de Sociaal-Democratische Bond afscheidde, en de breuk dus een feit was geworden, nam dit af en waren er nog slechts incidentele oprispingen.

### Anarchisme

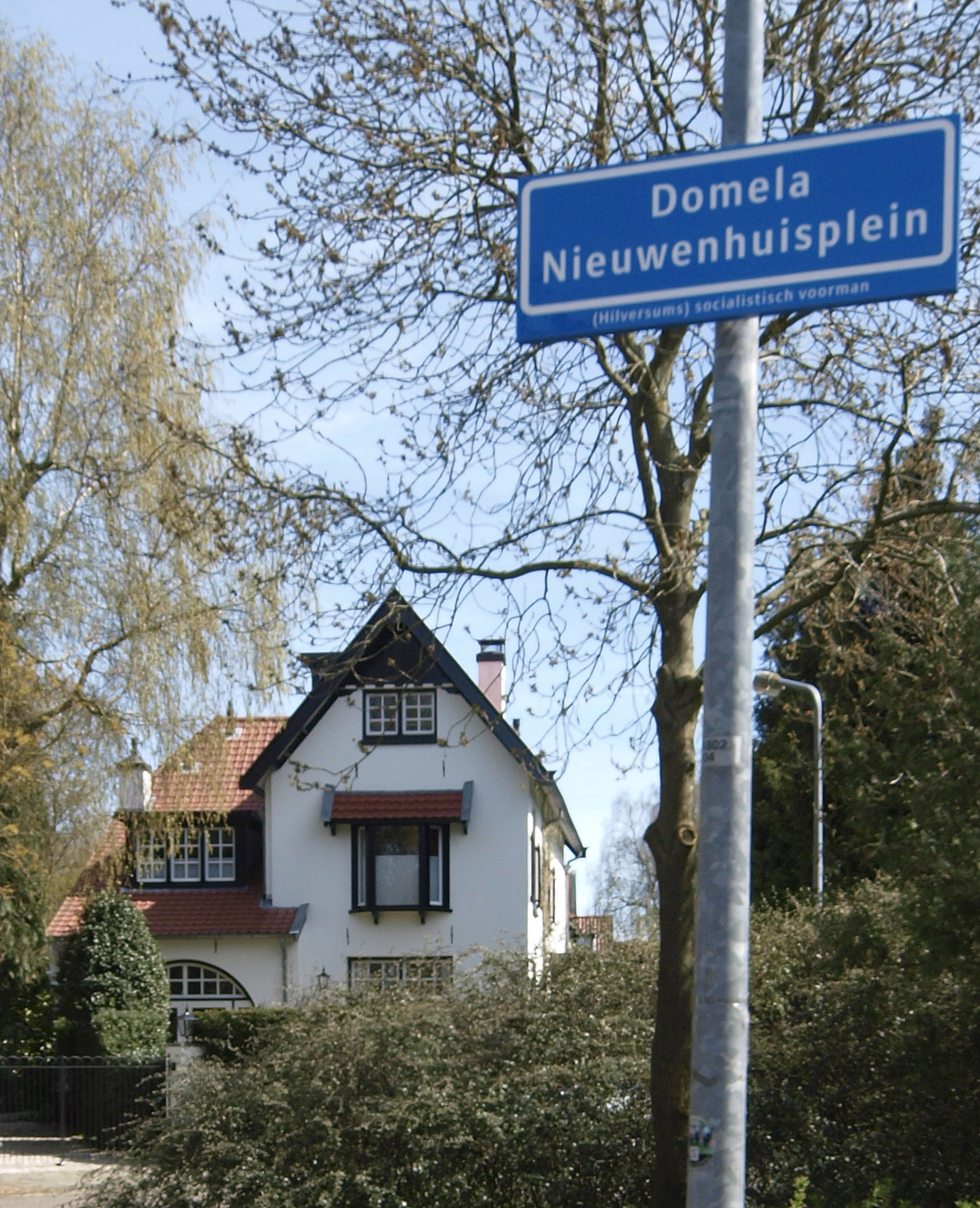
Huis in Hilversum, waar Domela heeft gewoond en is gestorven.

Domela Nieuwenhuis voelde zich steeds sterker aangetrokken tot anarchisme en revolutie. Aanvankelijk steunde de SDB hem daarin; het congres van 1892 nam zelfs een resolutie aan "dat voor het proletariaat duurzame verbetering op grondslag van de tegenwoordige maatschappij niet mogelijk is". Het doel werd "revolutie en omverwerping der bestaande maatschappelijke orde met alle wettelijke en onwettelijke middelen". Dat laatste leidde tot het verbieden van de SDB als vereniging, waarna de bond zich in 1894 opsplitste in de SDAP en de Socialistenbond. Van de laatste werd Domela Nieuwenhuis lid, maar al snel gingen de doelen hem niet ver genoeg en in 1898 zegde hij zijn lidmaatschap op.
Hij wendde zich af van de parlementaire democratie en werd anarchist. Na 1898 stak Domela vooral veel tijd in zijn redactiewerk voor De Vrije Socialist. In 1903 verhuisde hij naar Het Gooi en wijdde hij zich aan zijn publicistisch werk. Hij schreef veel historische boeken waaronder verschillende biografieën. In 1903 maakte hij de eerste Nederlandse vertaling van Utopia, het verhaal van Thomas More over een ideale maatschappij op socialistische grondslag. In 1904 was hij samen met Nico Schermerhorn medeoprichter van de Internationale Antimilitaristische Vereniging (IAMV). In 1910 publiceerde hij zijn memoires Van Christen tot Anarchist.

### Overlijden
Nadat hij eind 1919 op 72-jarige leeftijd in Hilversum was overleden, werd hij als een van de eersten gecremeerd en bijgezet op Westerveld in Velsen. Zijn rouwstoet, waar 12.000 sympathisanten aan deelnamen, trok door Amsterdam. In 1931 werd zijn standbeeld, gemaakt door Johan Polet, in Amsterdam onthuld. Het staat op het Nassauplein, in Amsterdam-West, naast het Westerpark. Nabijgelegen is ook het naar hem vernoemde Domela Nieuwenhuisplantsoen. Op 28 oktober 2014 is het pleintje in Hilversum waaraan hij gewoond heeft, omgedoopt tot Domela Nieuwenhuisplein. Het huis is een gemeentelijk monument.
Hij was in Nederland populair door zijn optredens bij stakingen van ambachtslieden, maar ook bij die van de veenarbeiders. In veel arbeiderswoningen was een foto van hem te vinden. Omdat hij in zijn leven opkwam voor de Friese veenarbeiders, kreeg hij de bijnaam Ús Ferlosser. In Heerenveen bevindt zich het Domela Nieuwenhuismuseum, onderdeel van het Museum Heerenveen.

## Beroemde uitspraken
Domela Nieuwenhuis was erg tegen het grote alcoholgebruik van de arbeiders. De door hem graag gebruikte uitspraak "denkende arbeiders drinken niet, drinkende arbeiders denken niet" is oorspronkelijk van Geert Lourens van der Zwaag.
"Vanuit de concrete wereld 'n goddelijke wereld afleiden is een salto mortale."
"Als de helft van de moeite en zorg die nu besteed worden aan geld-verdienen, aan het verzamelen van rijkdommen maar aangewend werd tot heil der mensheid, er zouden wel wegen gevonden worden tot verwerkelijking van het goede en schone en ware."
"Men houde in het oog dat tirannen geen slaven maken, maar omgekeerd: slaven maken tirannen. Als een volk slaafs en kruiperig is, dan ontstaat tirannie; is het niet slaafs, dan is er voor tirannie geen plaats."
"De minderheden zijn in de geschiedenis altijd de drijfkracht geweest."
"Voor de arbeiders is het volkomen onverschillig of zij slaven zijn van de kapitalisten dan wel van de staat."
"Er kleeft bloed aan elk voorwerp dat wij tot ons nemen en dat bloed schreit ten hemel, want het is bloed van mensen."
"Die kaffers zijn zo lui, zo zeiden de christelijk-gezinde Boeren en zij legden de zweep op de zwarte ruggen der inboorlingen, die zeker de dag niet zullen zegenen, waarop zij in aanraking kwamen met de blanken."
"Het is zeer goed denkbaar dat men een communistische dictatuur verkrijgt, die zorg draagt dat aan de behoeften van de maag wordt voldaan, maar dat daardoor nog allerminst de vrijheid aller deel is. Daarom moet nu de strijd niet alleen gevoerd worden tegen het privaateigendom, maar ook tegen het gezag."
"Is het niet vreemd dat een meisje 'onteerd' heet, als zij geslapen heeft met een man harer keuze zonder permissie van de burgemeester of een briefje van de burgerlijke stand? Of dat een vrouw, als zij, ofschoon gehuwd, geslapen heeft met de man die zij liefheeft, liever dan met haar wettige man, in wiens armen zij zich, wie weet om welke reden, heeft geworpen, alsof het niet veel eerlozer is te slapen met een 'wettige' man, voor wie men afkeer, zelfs walging gevoelt!"
"Oscar Wilde, de ongelukkige Engelse dichter, die zo zwaar mishandeld is geworden wegens een afwijking der natuur, die in onze bekrompen zedelijke wereld als een misdaad wordt beschouwd..."
"Uit de ontvangst, die mij in de kamer te beurt viel, wordt het beweren van Multatuli en Roorda van Eysinga bevestigd, dat er geen walgelijker parlement bestaat op de heele beschaafde wereld dan het Nederlandsche."